# حکاکی روی سنگ
حکاکی روی سنگ از هنرها و صنایع دستی ایرانی است و از شاخه‌های صنایع دستی سنگی است که سابقه و ریشه‌ای کهن دارد. حکاکی روی سنگ ایجاد طرح و نقش بر روی مصنوعاتی می‌شود که مواد اولیه اصلی آن از انواع سنگ‌ها نظیر فیروزه، مرمر، یشم، سنگ سیاه، سنگ سفید (آلاباستر) و... است، و با کمک ابزار و وسایل مختلف تراشیده یا حکاکی می‌شود. انواع ظروف پایه چراغ، قاب عکس و انواع نگین از نمونه‌های حکاکی روی سنگ هستند.

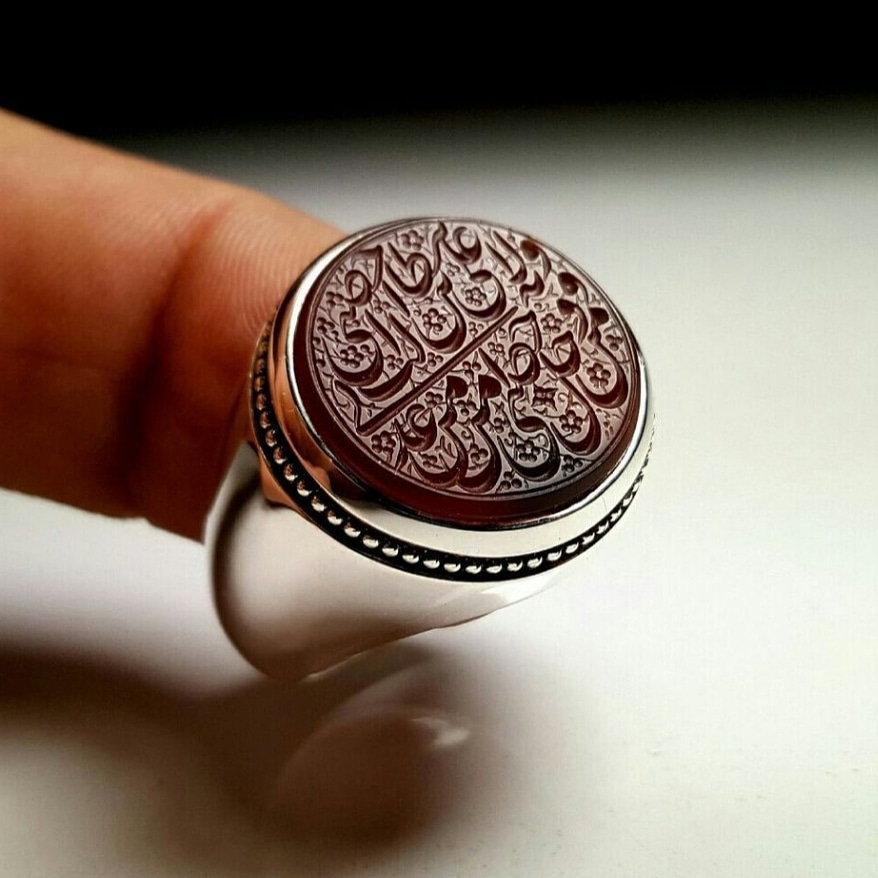
حکاکی روی سنگ قیمتی

یکی از درخشانترین ادوار صنایع ایران در حکاکی روی سنگ عصر ساسانی است. در این دوره تحت حمایت شاهان ساسانی هنر و صنایع به اوج کمال رسید و کامل‌ترین تجلی اسلوب ساسانی «سنگ‌تراشی و حکاکی روی سنگ و ایجاد نقوش بر صخره است که به‌منظور تجلیل پادشاهان ساسانی و نمایاندن پیروزی آنان بر سلاطین روم به‌کار رفته است...»